# Rook
Rook è il quinto album in studio del gruppo musicale statunitense Shearwater, pubblicato nel 2008.

## Tracce
1. On the Death of the Waters – 3:08
2. Rooks – 3:21
3. Leviathan, Bound – 2:52
4. Home Life – 7:15
5. Lost Boys – 2:24
6. Century Eyes – 2:18
7. I Was a Cloud – 5:12
8. South Col – 2:35
9. The Snow Leopard – 5:08
10. The Hunter's Star – 4:00